# Paul McCandless
Paul McCandless, (Indiana, 1947. március 24. –) amerikai oboás, angolkürtös, fuvolás, klarinétos, szaxofonos; multiinstrumentalista, az Oregon Jazz Band alapító tagja.

## Pályafutása
McCandless zenész családból származik; az anyja zongoraművész volt, apja és nagyapja pedig oboán és klarinéton játszott. Szüleitől először klarinétozni és zongorázni tanult, később az oboázást, fuvolázást és szaxofonozást is megtanulta. Első szkmai tapasztalatait egy iskolai dixieland zenekarban szerezte.
1963-tól a Duquesne University-n (Pittsburgh) tanult, és játszott a Pittsburgh-i Szimfonikus Zenekarban beugróként, közben dzsesszklubokban is.
1967-ben az oboára kezdett koncentrálni, ezért a Manhattan School of Music-ra ment tanulni. Tanára Robert Bloom oboaművész volt, aki később Paul Winternek beajánlotta. McCandless a Paul Winter Consort tagjaként szerzett hírnevet. Collin Walcottal, Ralph Townerrel és Glen Moore-ral megalapította az Oregon Jazz Bandet, amely ma is létezik.
Az Oregonnal végzett munkán túl McCandless saját projektjeit is folytatja, mint például saját triójában Art Lande és Dave Samuels zongoristákkal és/vagy más zenészekkel játszik, például Eberhard Weberrel, Michaellel. 1985-ben Barre Phillipsszel és Theo Jörgensmannal trióban turnézott Európában. Egy oz oregoni koncerten Andreas Vollenweiderrel lépett fel. Kísérőzenész volt Billy Hart, John Scofield, Nguyên Lê, Jerry Goodman, Zbigniew Seifert, Eddie Gomez, Béla Fleck, Bob Moses és Pierluigi Balducci mellett.
Az Oregon In Moscow (2000) című album zeneszerzői és hangszerelői munkájáért 2002-ben két kategóriában jelölték Grammy-díjra.

## Diszkográfia
- https://www.allmusic.com/artist/paul-mccandless-mn0000026904#discography
- https://www.last.fm/search/tracks?q=Paul+McCandless

## Díjak
- Grammy-díj, Best R&B Vocal Performance, Male, with Al Jarreau, 1993

- Grammy-díj, Best Pop Instrumental Performance with Béla Fleck and the Flecktones, 1996
- Grammy-díj, Best New Age Album, with Paul Winter Consort, 2007, 2011
- Grammy-díj jelölés, Best Instrumental Composition, Best Instrumental Arrangement, Oregon in Moscow, 2001
- Grammy-díj jelölés, Best Jazz Instrumental Solo, 1000 Kilometers, 2009
- Győztes: „A tehetség szélesebb körű elismerést érdemel” − a Down Beat magazin kritikusainak díja, 1976 és 1978

## Fordítás
Ez a szócikk részben vagy egészben  a   Paul McCandless című német Wikipédia-szócikk ezen változatának fordításán alapul.  Az eredeti cikk szerkesztőit annak laptörténete sorolja fel. Ez a jelzés csupán a megfogalmazás eredetét és a szerzői jogokat jelzi, nem szolgál a cikkben szereplő információk forrásmegjelöléseként.